# Fumiyuki Hashimoto
Fumiyuki Hashimoto (橋本 史之 Hashimoto Fumiyuki?) (21 de abril de 1982) es un luchador profesional japonés, más conocido por su nombre artístico KAGETORA. Hashimoto es conocido por su trabajo en varias empresas independientes de Japón, tales como Michinoku Pro Wrestling, Pro Wrestling El Dorado y Dragon Gate, donde se encuentra actualmente.

## Carrera

### Toryumon (2002-2004)
En 2002, Hashimoto debutó en Toryumon México bajo su nombre real, derrotando a Taiji Ishimori. Al poco Fumiyuki fue transferido a Toryumon X bajo el nombre de SUWAcito, una versión más ligera y pequeña de SUWA componente del stable Mini Crazy MAX. El equipo, compuesto también por Mini CIMA, Small Dandy Fuji y TARUcito, parodiaba a los luchadores de Crazy MAX (CIMA, SUWA, Dandy Fuji & TARU), con quienes formaron equipo en algunas ocasiones. En 2004, Mini CIMA y SUWAcito ganaron el Yamaha Cup Tag Tournament tras derrotar a Sailor Boys (Kei Sato & Shu Sato).

### Michinoku Pro Wrestling (2004-2009)
Hashimoto debutó en Michinoku Pro Wrestling en la Futaritabi Tag League 2004 como Como Leopard (コモ・レオパルド Como Reoparudo?), usando una máscara. Leopard hizo tag team con Esthetic Jaguar, aunque sin lograr la victoria en el torneo.
En diciembre de 2004, Hashimoto cambió su nombre a Kagetora (景虎 Kagetora?, Tigre de Sombra), basado en el famoso noble del período Sengoku Uesugi Kagetora. Bajo esta nueva imagen, Hashimoto tiñó su pelo de rojo y empezó a usar una máscara menpō durante sus combates, pero la relegó a parte de su atuendo de entrada debido a ser demasiado poco práctica. Kagetora formó ocasionales equipos con Rasse y Shanao, además de competir contra ellos. En marzo, se alió GAINA & Shinjitsu Nohashi para competir en la Michinoku Trios League, pero no lograron ganar, consiguiendo un número parejo de victorias y derrotas. Poco después, Kagetora compitió en el Tetsujin Tournament 2005, el cual ganó después de derrotar en la final al principal heel de Pro Wrestling ZERO1, Gamma. A causa de haber ganado el torneo, Kagetora ganó una oportunidad por el MPW Tohoku Junior Heavyweight Championship contra TAKA Michinoku, pero Hashimoto fue derrotado. Después de su fracaso, Kagetora comenzó a formar una estrecha relación con Gamma, quien le sugería que se uniese a él para dominar Michinoku Pro, pero Fumiyuki no respondió. Meses más tarde, Kagetora se alió con Shanao para ganar el Futaritabi Tag Team Tournament 2005, derrotando en último lugar a Los Salseros Japóneses (Takeshi Minamino & Kesen Numajiro), pero inmediatamente después Kagetora atacó a Shanao. Debido a ello, se estipuló un combate entre ambos en octubre, el cual fue ganado por Kagetora gracias a su nuevo estilo de lucha, más agresivo y artero, y volviendo a atacar a Shanao tras el combate. Ahora en solitario y convertido en un tweener, Kagetora se enfrentó con Kei Sato y Shu Sato, quienes se habían vuelto heels al aliarse con Takuya Sugawara y luego con Gamma, pero su guerra con ellos no duró mucho, ya que Kagetora acabó por definirse heel también y se unió al cuarteto, formando el stable STONED. Tras la ida de Gamma y Sugawara de MPW, Kagetora se convirtió en el líder de la banda, y reclutó a Maguro Ooma como último miembro.
STONED se enfrentó al resto de luchadores de MPW, Michinoku Seikigun, al que se habían unido Shanao (ahora llamado Yoshitsune) y Los Salseros Japóneses (Takeshi Minamino, Mango Fukuda, Pineapple Hanai & Banana Senga) para encarar la nueva amenaza. Kagetora ganó el MPW Tohoku Junior Heavyweight Championship contra Makoto Oishi en un torneo por el título, pero lo dejó vacante al ser forzado a luchar en un torneo por él, que fue ganado por Takeshi Minamino. Tras ello, Kagetora compitió en el Tetsujin Tournament 2006, pero no logró ganarlo, aunque su grupo protagonizó varios ataques a luchadores durante su desarrollo. STONED duraría como facción dominante en la empresa, hasta que en uno de los eventos de El Dorado, los miembros del grupo -azuzados por el exmiembro Takuya Sugawara-, traicionaron a Kagetora, lo que ocasionó que Hashimoto, ahora sin grupo, volviese a ser face. 
Tras eso, restauró su antigua alianza con Rasse y derrotó a Kei Sato & Shu Sato para ganar el MPW Tohoku Tag Team Championship. Además, el dúo derrotó a Hideyoshi & Masamune, de Osaka Pro Wrestling, obteniendo así también el OPW Tag Team Championship. Poco después, Rasse & Kagetora compitieron en el Futaritabi Tag Team Tournament 2007, en la que fueron eliminados por The Great Sasuke & Yoshitsune; sin embargo, debido a una lesión de Sasuke, Kagetora y su compañero tomaron el lugar de ellos y ganaron la liga. Poco después Kagetora & Rasse fueron derrotados por GAINA & Zero y perdieron el campeonato de la OPW, sufriendo el mismo destino en enero de 2008 ante el equipo de MPW de Sasuke & Yoshitsune. Tras ello, Kagetora se alió con varios luchadores de la empresa para hacer frente al nuevo stable heel Kowloon, que acababa de ser fundado por Hayato Fujita con varios de los antiguos miembros de STONED. Ese año, Rasse & Kagetora compitieron de nuevo en el Futaritabi Tag Team Tournament, pero fueron derrotados en la final por MEN's Teioh & Shinobu. Poco después, Hashimoto entró en una breve inactividad, antes de ser liberado de su contrato por MPW.

### Dragondoor (2005-2006)
Kagetora y STONED al completo aparecieron en la promoción Dragondoor en 2005, atacando a la facción face de Taiji Ishimori, Kota Ibushi, Little Dragon & Milanito Collection a.t. durante sus combates. Sin embargo, su presencia en Dragondoor, donde el grupo de Taiji y Aagan Iisou eran el tema principal, no fue muy importante, y no realizaron apariciones significativas.

### Pro Wrestling El Dorado (2006-2007)
Tras el cierre de Dragondoor, Hashimoto y su grupo comenzaron a aparecer en Pro Wrestling El Dorado, donde cambió su nombre a KAGETORA, escrito en mayúsculas. STONED entró en un feudo con otra gran facción, llamada Aagan lisou, dirigida por Shuji Kondo, con ambos grupos compitiendo por la lealtad de Takuya Sugawara. Al final, Sugawara se unió a los miembros de STONED y todos se volvieron contra KAGETORA.
Habiendo perdido a su grupo, KAGETORA recibió invitaciones de varios grupos para unirse a ellos, eligiendo finalmente Animal Planets, un stable face dirigido por Toru Owashi. Animal Planets se enfrentó a Hell Demons durante largo tiempo, así como al grupo de Shuji Kondo, SUKIYAKI. A finales de 2007, KAGETORA se enfrentó a Kota Ibushi por el Independent Junior Heavyweight Championship, pero fue derrotado. Meses más tarde, KAGETORA & Ibushi consiguieron los UWA World Tag Team Championship al derrotar a Tokyo Gurentai (MAZADA & NOSAWA Rongai).
Poco después KAGETORA & Takashi Sasaki compitieron en el torneo conjunto con Big Japan Pro Wrestling Thanksgiving Day Tag Tournament, siendo derrotados en la final por Daisuke Sekimoto & Shuji Kondo. KAGETORA luchó luego en la Greatest Golden League 2008 de El Dorado, donde derrotó a Brahman Shu y Kota Ibushi, aunque fue derrotado en la semifinal por Magnitude Kishiwada. Los siguientes meses, KAGETORA compitió en solitario hasta el cierre de la empresa.

### HUSTLE (2006-2008)
Hashimoto comenzó a aparecer en 2006 en HUSTLE como Ki Onigumo, un personaje con aspecto de araña vestido de amarillo y negro capaz de lanzar telarañas para atrapar a sus rivales. Haciendo equipo con Aka Onigumo & Ao Onigumo, Enji fue puesto a las órdenes del ejército heel Monster Army para enfrentarse a los faces de la empresa.
Además, Fumiyuki apareció también como Monster Kamen Black, uno de los miembros del grupo Super Sentai Series malvado Monster Kamen Rangers, el cual había sido creado para combatir a HUSTLE Kamen Rangers (HUSTLE Kamen Red, HUSTLE Kamen Blue & HUSTLE Kamen Yellow). Tras un tiempo de actividad, Black y sus secuaces Monster Kamen White, Monster Kamen Purple y Monster Kamen Brown secustraron a Yellow y le realizaron un lavado de cerebro para pasarlo a su bando, obteniendo así ventaja contra HUSTLE Kamen Rangers; sin embargo, en Hustlemania 2006, Yellow se liberó del control y volvió a ser face, lo que ocasionó la derrota de Monster Kamen Rangers y su desaparición de HUSTLE.

### Pro Wrestling ZERO1 (2006)
El 26 de septiembre de 2005, después de un combate en Real Japan Pro Wrestling con Tatsuhito Takaiwa contra Shinjiro Otani & The Tiger, Otani y Takaiwa afirmaron que Kagetora les había impresionado y le invitaron a su empresa, Pro Wrestling ZERO1. Meses después, Kagetora hizo su debut allí, haciendo equipo con su por entonces compañero de STONED Takuya Sugawara. Sugawara y él tuvieron un feudo con Ikuto Hidaka, intercambiando victorias con él y sus aliados hasta el fin de las apariciones de STONED en la empresa.

### All Japan Pro Wrestling (2006-2007)
Hashimoto fue contratado por All Japan Pro Wrestling a finales de 2006. Fumiyuki debutó como un luchador enmascarado llamado Voodoo Mask (ブードゥー・マスク Būdū Masuku?), miembro del grupo Voodoo Murders. En ese momento efrentados con Keiji Muto y sus aliados, Voodoo Mask se enfrentaría a AHII en varias ocasiones, pero sería derrotado en todas ellas.
Las apariciones en AJPW de Hashimoto fueron más bien irregulares, y al poco tiempo dejaría de luchar en ella. El gimmick de Voodoo Mask sería interpretado por dos luchadores más en ese período de tiempo, con Hashimoto dejando de hacerlo a mediados de 2007.

### Dradition Pro Wrestling (2007)
A inicios de 2007, Hashimoto y Takeshi Minamino retomaron sus viejos gimmicks de Como Leopard & Esthetic Jaguar y realizaron apariciones en Dradition Pro Wrestling, enfrentándose a Katsushi Takemura & Kazuhiko Shoda por los Campeonatos en Parejas de la CAW, pero sin lograr la victoria.

### Global Pro Wrestling Alliance (2007)
En mayo de 2007, KAGETORA & Hercules Senga aparecieron en la Differ Cup 2007 de Global Pro Wrestling Alliance, pero únicamente consiguieron llegar a la semifinal, donde fueron vencidos por HARASHIMA & Kota Ibushi.

### Pro Wrestling Guerrilla (2008)
El 17 de mayo de 2008, Hashimoto hizo su debut en Estados Unidos al aparecer en el torneo DDT4 de Pro Wrestling Guerrilla, donde hizo equipo con El Blazer, el cual sustituía a Kota Ibushi. En la primera noche del torneo, KAGETORA & El Blazer derrotaron a The Dynasty (Joey Ryan & Scott Lost), pero fueron derrotados en la segunda noche por Kevin Steen & El Generico.

### Dragon Gate (2008-presente)
A finales de 2008, Hashimoto volvió al sistema Toryumon al comenzar en Dragon Gate, creada a partir de Toryumon Japan. Su primera aparición fue el 19 de diciembre, donde apareció al inicio del programa para presentarse, criticando a Naoki Tanizaki por haber dejado El Dorado y declarando que él mismo y toda Toryumon X dejaron el sistema Toryumon hace mucho, pero que había vuelto para triunfar. Sin embargo, K-ness respondió a su discurso y afirmó a modo de disculpa que habían sido ellos, los veteranos de Toryumon, los que abandonaron Toryumon X a su suerte, y que estaría feliz de ver a antiguos estudiantes como Takuya Sugi y Taro Nohashi de vuelta en Dragon Gate, pero no a "Hashimoto-kun". Tras ello, KAGETORA fue introducido en el stable heel Real Hazard, dirigido por Kenichiro Arai, y derrotó a K-ness y a Akira Tozawa para ganar Battle Of Tokyo 2009. Junto con el torneo, KAGETORA ganó una oportunidad por el Open The Brave Gate Championship contra Masato Yoshino, pero no logró ganar. 
Debido a la derrota, KAGETORA comenzó a ser constantemente insultado y maltratado por Arai, lo que ocasionó que KAGETORA perdiese la paciencia y traicionase al grupo a favor de Susumu Yokosuka & Gamma, quienes ganaron los Open the Twin Gate Championship gracias a él. Tras ello, KAGETORA se unió a Yokosuka, Gamma y CIMA para formar el grupo WARRIORS-5. Junto con CIMA y Gamma, KAGETORA ganó el Open The Triangle Gate Championship contra KAMIKAZE (Dragon Kid, Shingo Takagi & Taku Iwasa), reteniéndolo hasta que meses más tarde lo perdieron ante WORLD-1 (BxB Hulk, Masato Yoshino & PAC). KAGETORA y Yokosuka compitieron en Summer Adventure Tag League III, pero no lograron ganar, tras lo que Yokosuka abandonó el grupo en enero de 2010 para unirse a Real Hazard; esto ocasionó que KAGETORA comenzase a distanciarse lentamente de sus compañeros, a los que se sumaba ahora Dragon Kid, un antiguo enemigo. Mientras tanto, un extraño personaje enmascarado, Dr. Muscle, apareció entre los miembros de Real Hazard. Sin ánimo para aparecer en los siguientes programas, Hashimoto colgó en su blog que intervendría finalmente el 15 de enero; sin embargo, cuando parecía que KAGETORA no aparecería ese día, Dr. Muscle reveló ser KAGETORA, y volvió ahora públicamente a Real Hazard.
Sin embargo, tiempo después KAGETORA comenzó a desconfiar de sus compañeros en Real Hazard, excepto Takuya Sugawara, y comenzó a arrepentirse de haber vuelto a la facción. El 7 de febrero, KAGETORA visitó a su antiguo enemigo, el más joven pero más experimentado Akira Tozawa, y le preguntó si había hecho bien en volver a Real Hazard, o si debía haberse quedado en WARRIORS-5. Tozawa le respondió que debía encontrar su propia respuesta. Poco después, KAGETORA causó accidentalmente la derrota de Sugawara, lo que ocasionó la estipulación de un combate entre él y el miembro del grupo Kzy en el que el perdedor abandonaría Real Hazard. Tras ello, y tras buscar consejo de Tozawa de nuevo, KAGETORA fue derrotado y expulsado de Real Hazard. Después del combate, Kenichiro Arai y Yasushi Kanda comenzaron a atacarle, siendo puestos en fuga por la intervención de Akira Tozawa. Tozawa intentó reconfortar a KAGETORA, pero este le dijo que quería estar solo y abandonó el ring. Después, el líder de WARRIORS-5 CIMA llegó y sugirió un combate entre su grupo y KAMIKAZE, el grupo al que pertenecía Tozawa, para decidir quién se quedaría con KAGETORA. Después de una larga y caótica lucha el 27 de febrero, KAMIKAZE ganó y KAGETORA fue introducido en la facción, prometiendo a sus compañeros hacerlo lo mejor posible.
En abril, KAMIKAZE (Akira Tozawa, KAGETORA & YAMATO) se enfrentó a Chou Zetsurins (Akebono, Don Fujii & Masaaki Mochizuki), y más tarde a WARRIORS (CIMA, Gamma & Genki Horiguchi), por el Open the Triangle Gate Championship, pero no consiguieron ganar el título. Luego, KAMIKAZE participó en Summer Adventure Tag League IV, sin lograr la victoria final. Durante el resto del año, KAGETORA continuaría en KAMIKAZE con Tozawa como su mentor, hasta que este dejó la empresa en julio. Después de algunos enfrentamientos con YAMATO en marzo, KAGETORA se negó a hacer equipo con él, lo que los otros miembros resolvieron trayendo a Shingo Takagi. Takagi desplazó el lugar de KAGETORA en la unidad más de lo que este pretendía, por lo que KAGETORA buscó alianzas con Hayato Fujita de Michinoku Pro Wrestling en vez de con ellos. Un mes después, la unidad fue disuelta y YAMATO y él entraron a regañadientes en la nueva facción JUNCTION THREE, dirigida por Masaaki Mochizuki. En diciembre, KAGETORA & Susumu Yokosuka se enfrentaron a Akira Tozawa & BxB Hulk por el Open the Twin Gate Championship, con la estipulación de que si perdían deberían cambiar sus nombres a "Jimmy KAGETORA" y "Jimmy Susumu", respectivamente. Efectivamente, Susumu y KAGETORA perdieron el combate y debieron cambiar sus nombres. Posteriormente, en febrero de 2012, JUNCTION THREE fue desbandada tras perder un combate con el grupo Blood WARRIORS, dirigido por CIMA.

### Chikara (2011)
KAGETORA apareció en el King of Trios 2011 de Chikara, haciendo equipo de nuevo con Akira Tozawa y Super Shisa. El trío fue, sin embargo, eliminado en los cuartos de final por The Osirian Portal.

## En lucha

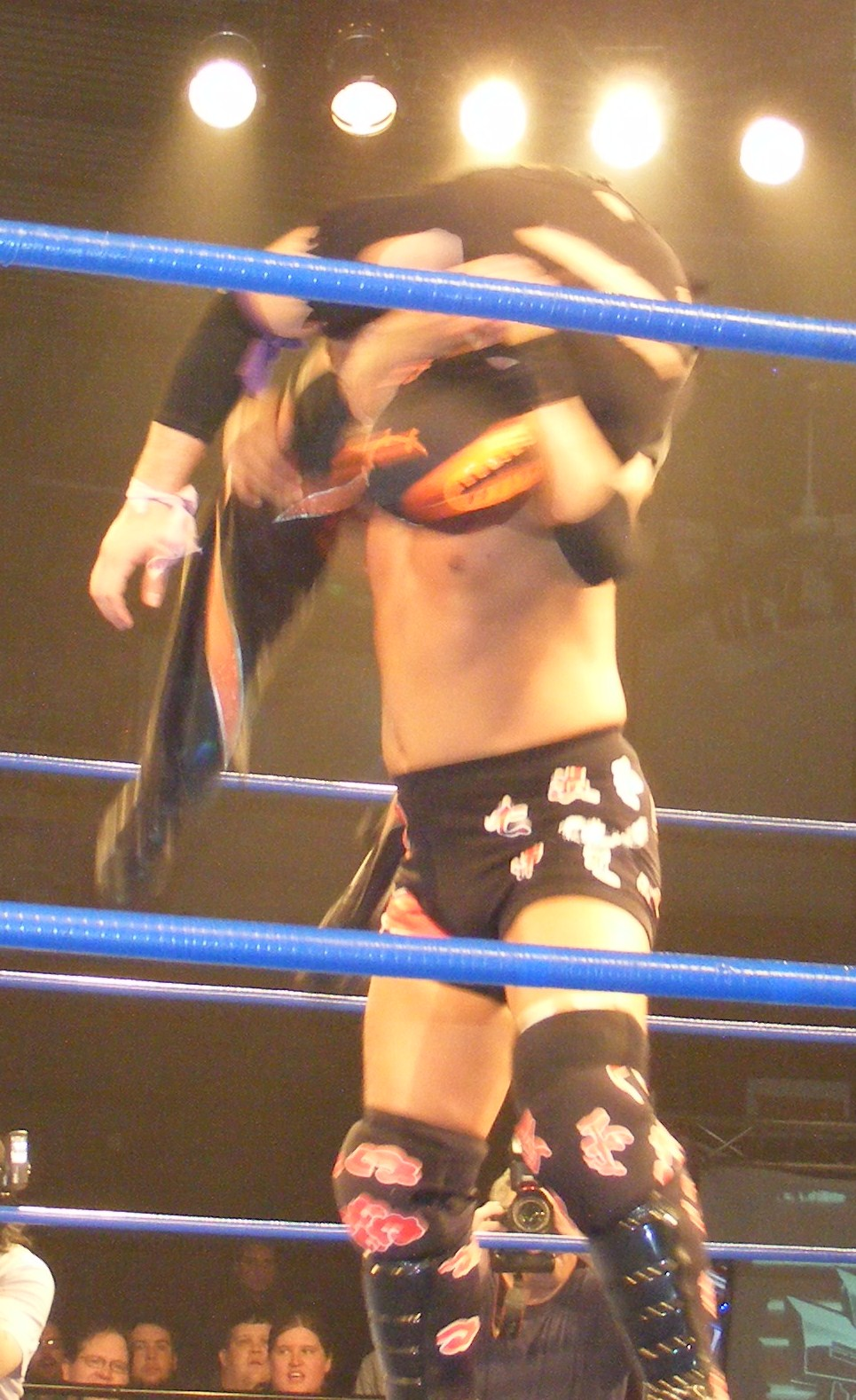
KAGETORA a punto de realizar un "Ikkitousen" a Frightmare en un evento de Chikara.

- Movimientos finales
  - Ikkitousen[1][2] / Amethyst Flowsion[11] (Fireman's carry sitout front slam)[n. 1] - 2004-presente
  - Genkonitteki[1][2] (Fireman's carry over the shoulder sitout belly to belly piledriver)[n. 2] - 2008-presente
  - FFF[1][2] (Lifting double underhook facebuster) - 2003-2004; adoptado de SUWA
  - Cross-legged sitout scoop slam piledriver[12] - 2010-presente

- Movimientos de firma
  - Hangetsu[1][2] (Arm twist seguido de punt kick a la cara de un oponente agachado)[n. 3]
  - Kagenui[1][3] (Swinging fisherman suplex a un oponente cargando)[n. 4]
  - Guruma Gakari[1] (Gutwrench brainbuster)[n. 5]
  - Hug Clutch[13] (Gory special back to back release facebuster seguido de figure four leglock) - 2004
  - John Woo[1] (Running high-impact dropkick) - 2003-2004; adoptado de SUWA
  - Argentine backbreaker rack
  - Backflip kick
  - Brainbuster,[14] a veces desde una posición elevada
  - Cross kneelock[15]
  - Diving crossbody[16]
  - Diving elbow drop[14]
  - Double underhook brainbuster[17]
  - Dropkick, a veces desde una posición elevada
  - Enzuigiri[14]
  - Figure four leglock
  - Hurricanrana, a veces a un oponente elevado
  - Mushroom stomp[18]
  - Package piledriver[2]
  - Pumphandle half Nelson driver[2]
  - Reverse tiger feint
  - Roundhouse kick
  - Running leaping lariat[14]
  - Running neck snap
  - Running somersault cutter a un oponente arrodillado
  - Scoop slam[18]
  - Slingshot DDT
  - Sole kick[18]
  - Spinning heel kick
  - Suicide dive
  - Vertical suplex slam, a veces desde una posición elevada

- Mánagers
  - TARU
  - TARUcito

- Apodos
  - "Echigo no Tora" (El Tigre de Echigo)[1]
  - "The Samurai of Superiority"[1]

## Campeonatos y logros
- Dragon Gate
  - Dragon Gate Open the Twin Gate Championship (1 vez, actual) - con Jimmy Susumu
  - Dragon Gate Open the Triangle Gate Championship (1 vez) - con CIMA & Gamma
  - Battle of Tokyo Tournament (2009)

- Michinoku Pro Wrestling
  - MPW Tohoku Junior Heavyweight Championship (1 vez)
  - MPW Tohoku Tag Team Championship (1 vez) - con Rasse
  - Tetsujin Tournament (2005)
  - Futaritabi Tag Team Tournament (2005)[19] - con Shanao
  - Futaritabi Tag Team Tournament (2007) - con Rasse
  - M-12 Battle Royal (2006) compartido con Yoshitsune

- Osaka Pro Wrestling
  - OPW Tag Team Championship (1 vez) - con Rasse

- Pro Wrestling El Dorado
  - UWA World Tag Team Championship (1 vez) - con Kota Ibushi

- Pro Wrestling ZERO1
  - NWA International Lightweight Tag Team Championship (1 vez) - con Jimmy Susumu

- Toryumon
  - Yamaha Cup Tag Tournament (2004) - con Mini CIMA